# 羊街镇 (元谋县)
羊街镇，是中华人民共和国云南省楚雄彝族自治州元谋县下辖的一个乡镇级行政单位。

## 行政区划
羊街镇下辖以下地区：
羊街村、甘泉村、平地村、中坝村、木溪悟村、花同村、已波龙村、洒洒依村、高姑村和平安村。